# Palanca, Ștefan Vodă
Palanca este un sat din raionul Ștefan Vodă, Republica Moldova. Se află la granița cu Ucraina și este punctul extrem de est al Republicii Moldova. Șoseaua Odesa-Reni ce trece prin sudul comunei are o importanță relevantă pentru Ucraina, făcând legătura între Bugeacul ucrainean și restul teritoriului acestei țări. Tot pe teritoriul comunei Palanca se află vama „Bender”, ce contribuie și ea la importanța acesteia. Satul Palanca este cea mai estică localitate din lume populată majoritar de români.

## Istoric
A fost atestat documentar pentru prima oară în 1447 cu numele Iurgheci.
În 1656-57, călătorul turc Evlia Celebi descria cetatea Palanca ca un turn puternic de formă circulară, fiind așezat la un vad al Nistrului, pe pământul Cetății Albe, și zidit de sultanul Baiazid Veli. Ulterior, în timpul domniei hanului Mahmed Ghirai cel Gras (1577-1584), acestă cetate a fost distrusă de către cazaci. În 1616, guvernatorul Oceacovului, Șakșaki Pașa a zidit-o din piatră, Avea două sute de oșteni, depozit de muniții, precum și douăzeci de tunuri. După 1812 importanța defensivă și economică a acestei localtăți a scăzut, transformându-se într-o simplă așezare rurală.
În perioada modernă, deși tratatul bilateral moldo-ucrainean din 23 octombrie 1992 nu făcea nici o referire la un eventual schimb de teritorii între cele două state, un Schimb teritorial între Republica Moldova și Ucraina a fost consemnat într-un proiect de protocol adițional în 2001, Palanca făcând obiect al proiectului al cărui scop era lărgirea accesului Republicii Moldova la Dunăre, la răsărit de portul Giurgiulești, în schimbul cedării către Ucraina a porțiunii din Palanca a șoselei Odesa-Reni. Protocolul adițional din 2001 urma să fie analizat de o instanță de drept internațional, dar potrivit ministrului de externe moldovean de atunci, Andrei Popov, schimbul teritorial nu era realizabil deoarece conform proiectului, R. Moldova ar fi trebuit să cedeze 10,5 km² la Nistrul de Jos, pe când Ucraina nu ar fi cedat la Giurgiulești decât 89,25 hectare, încălcând astfel dreptul internațional potrivit căruia niciunul dintre cele două state nu trebuie să sufere o pierdere de suprafață.

## Demografie

### Structura etnică
Structura etnică a localității conform recensământului populației din 2004:
| Grup etnic                                               | Populație | % Procentaj  |
| -------------------------------------------------------- | --------- | ------------ |
| Băștinași declarați Moldoveni Băștinași declarați Români | 1.895 34  | 93,81% 1,68% |
| Ucraineni                                                | 40        | 1,98%        |
| Ruși                                                     | 35        | 1,73%        |
| Țigani                                                   | 9         | 0,45%        |
| Găgăuzi                                                  | 3         | 0,15%        |
| Bulgari                                                  | 1         | 0,05%        |
| Polonezi                                                 | 1         | 0,05%        |
| Alții                                                    | 2         | 0.1%         |
| Total                                                    | 2.020     | 100%         |

## Administrație și politică
Componența Consiliului local Palanca (11 consilieri), ales la 5 noiembrie 2023, este următoarea:
|  | Partid                           | Consilieri | Componență | Componență | Componență | Componență | Componență | Componență | Componență |
|  | -------------------------------- | ---------- | ---------- | ---------- | ---------- | ---------- | ---------- | ---------- | ---------- |
|  | Partidul „Renaștere”             | 7          |            |            |            |            |            |            |            |
|  | Partidul Acțiune și Solidaritate | 4          |            |            |            |            |            |            |            |

## Personalități
- Mihail Vronschih - doctor habilitat în biologie, specialist în domeniul protecției plantelor, membru corespondent al Academiei de Științe a Moldovei.[9]

- Gheorghe Ghidirim - (n. 22 aprilie 1939, comuna Palanca, Regatul României, actualmente în raionul Ștefan Vodă) este un medic-chirurg moldovean, profesor universitar. A fost ministru al ocrotirii sănătății al Republicii Moldova.

Este membru titular al Academiei de Științe a Moldovei și lider al Forumului Democrat al Românilor din Republica Moldova.

## Vezi și
- Schimb teritorial între Republica Moldova și Ucraina